# Ælmebjær
Ælmebjær er et naturreservat i Køinge sogn, Falkenbergs kommun, Hallands län, Sverige. Det er en del af  Åkulla bøgeskove. 
Området har et areal på 62 hektar, hvoraf 21,6 er vand (hovedsageligt Bjørkasjø). Reservatet ejes af Naturvårdsverket (det svenske miljøstyrelse) og har været beskyttet siden 2003. Undergrunden består hovedsageligt af gnejs, men nogle granater forekommer også. Det højeste punkt er 176 meter over havets overflade. Der er omkring ti truede lavarter i området, herunder brun thelopsis (Thelopsis rubella), rosenrød tensporelav (Bacidia rosella), bøge-kantskivelav  (Lecanora glabrata) og bøge-megalaria (Megalaria laureri).